# Big Music
Albums de Simple Minds
Graffiti Soul
(2009) Acoustic
(2016)
Big Music est le dix-septième album studio du groupe britannique Simple Minds sorti le 31 octobre 2014.
L'album sort également en édition limitée Deluxe avec un second CD de titres bonus et un DVD.  

## Liste des titres
| No  | Titre                                   | Auteur                         | Durée |
| --- | --------------------------------------- | ------------------------------ | ----- |
| 1.  | Blindfolded                             | Jim Kerr, Charlie Burchill     | 5:23  |
| 2.  | Midnight Walking                        | Kerr, Burchill, Andy Gillespie | 3:54  |
| 3.  | Honest Town                             | Iain Cook, Kerr, Burchill      | 4:46  |
| 4.  | Big Music                               | Kerr, Burchill, Gillespie      | 4:12  |
| 5.  | Human                                   | Kerr, Burchill                 | 3:42  |
| 6.  | Blood Diamonds                          | Cook, Kerr, Burchill           | 4:21  |
| 7.  | Let the Day Begin (reprise de The Call) | Michael Been                   | 5:10  |
| 8.  | Concrete and Cherry Blossom             | Kerr, Burchill                 | 3:33  |
| 9.  | Imagination                             | Kerr, Burchill                 | 3:41  |
| 10. | Kill or Cure                            | Paul Statham, Kerr, Burchill   | 4:12  |
| 11. | Broken Glass Park                       | Owen Parker, Kerr, Burchill    | 4:41  |
| 12. | Spirited Away                           | Parker, Kerr, Burchill         | 4:08  |

| 13. | Swimming Towards the Sun                   | Kevin Hunter, Kathleen Stevenson                                    | 5:16 |
| 14. | Bittersweet                                | Kerr, Burchill                                                      | 3:58 |
| 15. | Liaison                                    | Kerr, Burchill                                                      | 4:37 |
| 16. | Riders on the Storm (reprise de The Doors) | Jim Morrison, Robby Krieger, Ray Manzarek, John Densmore            | 3:46 |
| 17. | Dancing Barefoot (reprise de Patti Smith)  | Patti Smith, Ivan Král, Lenny Kaye, Richard Sohl, Jay Dee Daugherty | 4:02 |
| 18. | Blindfolded (reprise)                      | Kerr, Burchill                                                      | 4:23 |

| 1. | Honest Town (vidéo)      |  |
| 2. | Blindfolded (vidéo)      |  |
| 3. | Let the Day Begin (clip) |  |
| 4. | Human (clip)             |  |
| 5. | Midnight Walking (clip)  |  |
| 6. | Behind the Scenes        |  |
| 7. | Interviews du groups     |  |

Le groupe avait déjà enregistré plusieurs chansons dans des versions différentes :
- Dancing Barefoot sur l'album de reprises Neon Lights
- Swimming Towards the Sun sur l'album Our Secrets Are the Same
- Let the Day Begin sur le CD bonus de Graffiti Soul
- Blood Diamonds et Broken Glass Park sur la compilation Celebrate: The Greatest Hits

## Membres
- Jim Kerr - chant
- Charlie Burchill - guitares, claviers, programmation
- Mel Gaynor - batterie
- Ged Grimes - basse
- Andy Gillespie - claviers, chœurs

Musiciens additionnels :
- Sarah Brown - chœurs
- Clinton Outten - chœurs
- Owen Parker - chœurs, guitare
- Andy Wright - claviers
- Gavin Goldberg - claviers, guitare acoustique